# San Germano Chisone
San Germano Chisone (en français Saint-Germain)  est une commune italienne de la ville métropolitaine de Turin dans la région Piémont en Italie.

## Administration
| Période                                  | Période  | Identité      | Étiquette | Qualité |
| ---------------------------------------- | -------- | ------------- | --------- | ------- |
| 14 juin 2004                             | En cours | Clara Bounous |           |         |
| Les données manquantes sont à compléter. |          |               |           |         |

### Communes limitrophes
Inverso Pinasca, Villar Perosa, Pramollo, Porte (Italie), Angrogna, San Secondo di Pinerolo, Prarostino